# Dick van Dijk
Dirk Wouter Johannes van Dijk, conhecido por Dick van Dijk (15 de fevereiro de 1946 - 8 de julho de 1997), foi um futebolista neerlandês que jogou para no Twente e no Ajax. Ele participou da vitória do Ajax na Liga dos Campeões em 1971.

## Carreira
Dick Van Dijk cresceu em Gouda e jogou futebol na sua juventude no clube amador local. Quando tinha dezesseis anos, conheceu o treinador Hans Croon do SVV, com quem jogou na segunda divisão. Van Dijk foi o artilheiro do clube em 1966, quando o SVV ganhou a promoção para a Eredivisie. A sua habilidade de marcar atraiu o interesse do Twente, mas o preço de 200.000 florins pedido pelo SVV foi considerado muito alto. Na temporada seguinte, seu desempenho não foi tão bom e isso garantiu que a taxa de transferência caisse para 70.000 florins e que Van Dijk se transferisse para o Twente no verão de 1967.
No Twente, Van Dijk formou uma forte parceria de ataque com Theo Pahlplatz, marcando 22 vezes e ajudando o clube a atingir o oitavo lugar na Eredivisie. No ano seguinte, Van Dijk terminou como o artilheiro da Eredivisie com 30 gols. Em uma partida lendária contra o Ajax em 3 de novembro de 1968, o Twente venceu por 5-1 e Van Dijk marcou três gols. Acredita-se que este jogo despertou o interesse do Ajax e em junho de 1969 Van Dijk mudou-se para o Ajax por uma taxa de transferência de 750.000 florins. 
Enquanto Van Dijk tinha sido um jogador-estrela do Twente, ele teve que lutar por um lugar no Ajax, ele acabou se tornando um jogador mais completo que sabia como defender. Na sua primeira temporada, Van Dijk marcou 23 gols em 32 jogos. Embora não tenha sido um titular regular durante a segunda temporada, ele marcou 18 gols em 29 partidas. Van Dijk começou na final da Liga dos Campeões em junho de 1971 contra o Panathinaikos, marcando um gol após cinco minutos na vitória por 2-0 do Ajax.
Depois de uma terceira temporada no Ajax, onde ele era principalmente um jogador reserva, Van Dijk partiu em 1972 para o Nice na França. Lá ele marcou com freqüência, ajudando a equipe a chegar a um segundo lugar na temporada 1972/1973. Em 19 de setembro de 1973, o Nice conseguiu uma notável vitória por 3 a 0 na primeira fase da Taça UEFA contra o Barcelona, cujo treinador foi o neerlandês Rinus Michels e cuja estrela (embora não tenha figurado no jogo) era Johan Cruijff. O Nice ganhou por 3-2 no conjunto).
Em 1974, Van Dijk juntou-se ao Real Murcia da Espanha e um ano depois terminou a sua carreira no futebol.

## Carreira internacional
Van Dijk fez sua estréia na Seleção Neerlandesa em 26 de março de 1969 em uma partida contra Luxemburgo. Van Dijk marcou uma vez na vitória por 4 a 0. 
Em 10 de outubro de 1971, Van Dijk jogou seu sétimo e último jogo internacional contra a Alemanha Oriental.

## Vida pessoal
Depois de sua carreira de jogador, ele voltou para o Nice para trabalhar como corretor e morar nas proximidades de Saint-Paul-de-Vence.
Em 1997, ele morreu de repente aos 51 anos de idade por endocardite aguda, uma infecção bacteriana das válvulas cardíacas. 